# Santa Cruz Naranjo
Santa Cruz Naranjo är en kommunhuvudort i Guatemala.   Den ligger i departementet Departamento de Santa Rosa, i den södra delen av landet, 30 km sydost om huvudstaden Guatemala City. Santa Cruz Naranjo ligger 1 174 meter över havet och antalet invånare är 6 254.
Terrängen runt Santa Cruz Naranjo är huvudsakligen kuperad, men österut är den platt. Runt Santa Cruz Naranjo är det ganska tätbefolkat, med 149 invånare per kvadratkilometer. Närmaste större samhälle är Barberena, 8,8 km söder om Santa Cruz Naranjo. I omgivningarna runt Santa Cruz Naranjo växer huvudsakligen savannskog.